# Téméraire (Schiff, 1750)
Die Téméraire (französisch Le Téméraire ‚Die Kühne‘) war ein 74-Kanonen-Linienschiff (Zweidecker) 2. Ranges der französischen Marine (1750–1759) und später britischen Marine (1759–1784).

## Geschichte

### Bau
Das am 18. Dezember 1747 bestellte Schiff wurde von dem Schiffbauingenieur François Coulomb dem Jüngeren entworfen und im August 1748 im Marinearsenal von Toulon unter der Bauaufsicht des Schiffbauingenieurs Pierre-Blaise Coulomb auf Kiel gelegt. Der Stapellauf erfolgte am 24. Dezember 1749 und die Indienststellung 1750.

### Einsatzgeschichte
Während des Siebenjährigen Krieges (1756–1763) war die Téméraire, unter dem Kommando von Capitaine de Vaisseau François de Beauharnais im Jahr 1756 an der für die Franzosen siegreichen Seeschlacht von Menorca beteiligt. Später unter dem Kommando von Capitaine de Vaisseau d'Herville Teil einer französischen Flotte (12 Linienschiffe und 3 Fregatten), die am 18. August 1759 mit einer britischen Flotte (15 Linienschiffen und 10 Fregatten) ins Gefecht kam (Seeschlacht bei Lagos). In dieser für die Franzosen verlustreichen Schlacht wurden zwei französische Linienschiffe versenkt und drei, inklusive der Téméraire, gekapert.
Anschließend wurde es unter dem Namen Temeraire für die Royal Navy in Dienst gestellt und nahm an verschiedenen Operationen teil (Besetzung der bretonischen Insel Belle-Île im Jahr 1761, Besetzung der Insel Martinique im Januar und der Belagerung von Havanna Mitte 1762). Nach Ende des Krieges wurde sie ab 1764 als Wachschiff in Plymouth eingesetzt, was sie mit Unterbrechungen bis 1782 blieb und anschließend zur schwimmenden Batterie herabgestuft wurde. Am 10. Juni 1784 wurde das alte Schiff zum Abbruch verkauft.

## Technische Beschreibung
Die Téméraire war als Batterieschiff mit zwei durchgehenden Geschützdecks konzipiert und hatte eine Länge von 52,54 Metern (Geschützdeck), eine Breite von 14,13 Meter und einen Tiefgang von 6,50 Metern bei einer Verdrängung von 1.580/2.800 Tonnen. Sie war ein Rahsegler mit drei Masten (Fockmast, Großmast und Kreuzmast). Der Rumpf schloss im Heckbereich mit einem Heckspiegel, in den zwei Galerien integriert waren, die in die seitlich angebrachten Seitengalerien mündeten. Diese waren aus Repräsentationsgründen durch zeitspezifische Schnitzereien und Bildhauerarbeiten geschmückt. An der obersten Position des Heckspiegels befanden sich traditionell bis zu drei Hecklaternen. Die Beplankung des Schiffes war kraweel ausgeführt, das heißt, die Enden der Planken stießen stumpf aufeinander, sodass eine glatte Außenfläche entstand.
Die Bewaffnung bestand bei Indienststellung aus 74 Kanonen, die sich im Kaliber aber im Laufe ihrer Dienstzeit änderte.
|              | Unteres Batteriedeck | Oberes Batteriedeck | Backdeck      | Achterdeck     | Kanonen (Geschossgewicht) |
| ------------ | -------------------- | ------------------- | ------------- | -------------- | ------------------------- |
| Design       | 28 × 36-Pfünder      | 30 × 18-Pfünder     | 6 × 8-Pfünder | 10 × 8-Pfünder | 74 Kanonen (410 kg)       |
| 1759 (brit.) | 28 × 32-Pfünder      | 30 × 18-Pfünder     | 6 × 9-Pfünder | 10 × 9-Pfünder | 74 Kanonen (358 kg)       |

## Besatzung
Die Besatzungs hatte ein Stärke von 693 Mann (6 bis 13 Offiziere und 680 Unteroffiziere bzw. Mannschaften).

## Bemerkungen
1. ↑  Die französische Einteilung in Rangklassen wich von der britischen ab. Zum Zeitpunkt der Indienststellung der Téméraire waren französische Schiffe Zweiten Ranges Zweidecker mit 74 Kanonen.